# Mulhe
Mulhe so naselje v Občini Šmartno pri Litiji.